# Gymnastique aux Jeux olympiques d'été de 1964
Navigation
Rome 1960 Mexico 1968

## Résultats hommes

### Concours par équipes
| Médaille                            | Nom | Pays                       | Points |
| ----------------------------------- | --- | -------------------------- | ------ |
| Médaille d'or, Jeux olympiques      |     | Japon                      |        |
| Médaille d'argent, Jeux olympiques  |     | Union soviétique           |        |
| Médaille de bronze, Jeux olympiques |     | Équipe unifiée d'Allemagne |        |

### Concours général individuel hommes
| Médaille                            | Nom             | Pays             | Points |
| ----------------------------------- | --------------- | ---------------- | ------ |
| Médaille d'or, Jeux olympiques      | Yukio Endo      | Japon            |        |
| Médaille d'argent, Jeux olympiques  | Victor Lisitsky | Union soviétique |        |
| Médaille d'argent, Jeux olympiques  | Boris Shakhlin  | Union soviétique |        |
| Médaille d'argent, Jeux olympiques  | Shuji Tsurumi   | Japon            |        |
| Médaille de bronze, Jeux olympiques | -               | -                |        |

### Finales par engins

#### Sol hommes
| Médaille                            | Nom               | Pays             | Points |
| ----------------------------------- | ----------------- | ---------------- | ------ |
| Médaille d'or, Jeux olympiques      | Franco Menichelli | Italie           |        |
| Médaille d'argent, Jeux olympiques  | Yukio Endo        | Japon            |        |
| Médaille d'argent, Jeux olympiques  | Victor Lisitsky   | Union soviétique |        |
| Médaille de bronze, Jeux olympiques | -                 | -                |        |

#### Cheval d'arçons hommes
| Médaille                            | Nom            | Pays             | Points |
| ----------------------------------- | -------------- | ---------------- | ------ |
| Médaille d'or, Jeux olympiques      | Miroslav Cerar | Yougoslavie      |        |
| Médaille d'argent, Jeux olympiques  | Shuji Tsurumi  | Japon            |        |
| Médaille de bronze, Jeux olympiques | Yury Tsapenko  | Union soviétique |        |

#### Anneaux hommes
| Médaille                            | Nom               | Pays             | Points |
| ----------------------------------- | ----------------- | ---------------- | ------ |
| Médaille d'or, Jeux olympiques      | Takuji Hayata     | Japon            |        |
| Médaille d'argent, Jeux olympiques  | Franco Menichelli | Italie           |        |
| Médaille de bronze, Jeux olympiques | Boris Shakhlin    | Union soviétique |        |

#### Saut hommes
| Médaille                            | Nom                | Pays             | Points |
| ----------------------------------- | ------------------ | ---------------- | ------ |
| Médaille d'or, Jeux olympiques      | Haruhiro Yamashita | Japon            |        |
| Médaille d'argent, Jeux olympiques  | Victor Lisitsky    | Union soviétique |        |
| Médaille de bronze, Jeux olympiques | Hannu Rantakari    | Finlande         |        |

#### Barres parallèles hommes
| Médaille                            | Nom               | Pays   | Points |
| ----------------------------------- | ----------------- | ------ | ------ |
| Médaille d'or, Jeux olympiques      | Yukio Endo        | Japon  |        |
| Médaille d'argent, Jeux olympiques  | Shuji Tsurumi     | Japon  |        |
| Médaille de bronze, Jeux olympiques | Franco Menichelli | Italie |        |

#### Barre fixe hommes
| Médaille                            | Nom            | Pays             | Points |
| ----------------------------------- | -------------- | ---------------- | ------ |
| Médaille d'or, Jeux olympiques      | Boris Shakhlin | Union soviétique | 19,625 |
| Médaille d'argent, Jeux olympiques  | Yuri Titov     | Union soviétique | 19,550 |
| Médaille de bronze, Jeux olympiques | Miroslav Cerar | Yougoslavie      | 19,500 |

## Résultats femmes

### Concours général par équipes femmes
| Médaille                            | Nom | Pays             | Points |
| ----------------------------------- | --- | ---------------- | ------ |
| Médaille d'or, Jeux olympiques      |     | Union soviétique |        |
| Médaille d'argent, Jeux olympiques  |     | Tchécoslovaquie  |        |
| Médaille de bronze, Jeux olympiques |     | Japon            |        |

### Concours général individuel femmes
| Médaille                            | Nom              | Pays             | Points |
| ----------------------------------- | ---------------- | ---------------- | ------ |
| Médaille d'or, Jeux olympiques      | Věra Čáslavská   | Tchécoslovaquie  | 77,564 |
| Médaille d'argent, Jeux olympiques  | Larissa Latynina | Union soviétique | 76,998 |
| Médaille de bronze, Jeux olympiques | Polina Astakhova | Union soviétique | 76.965 |

### Finales par engins

#### Saut femmes
| Médaille                            | Nom              | Pays                       | Points |
| ----------------------------------- | ---------------- | -------------------------- | ------ |
| Médaille d'or, Jeux olympiques      | Věra Čáslavská   | Tchécoslovaquie            | 19.483 |
| Médaille d'argent, Jeux olympiques  | Larissa Latynina | Union soviétique           | 19.283 |
| Médaille d'argent, Jeux olympiques  | Birgit Radochla  | Équipe unifiée d'Allemagne | 19.283 |
| Médaille de bronze, Jeux olympiques | -                | -                          |        |

#### Barres asymétriques femmes
| Médaille                            | Nom              | Pays             | Points |
| ----------------------------------- | ---------------- | ---------------- | ------ |
| Médaille d'or, Jeux olympiques      | Polina Astakhova | Union soviétique | 19.332 |
| Médaille d'argent, Jeux olympiques  | Katalin Makray   | Hongrie          | 19.216 |
| Médaille de bronze, Jeux olympiques | Larissa Latynina | Union soviétique | 19.199 |

#### Poutre femmes
| Médaille                            | Nom              | Pays             | Points |
| ----------------------------------- | ---------------- | ---------------- | ------ |
| Médaille d'or, Jeux olympiques      | Věra Čáslavská   | Tchécoslovaquie  | 19.449 |
| Médaille d'argent, Jeux olympiques  | Tamara Manina    | Union soviétique | 19.399 |
| Médaille de bronze, Jeux olympiques | Larissa Latynina | Union soviétique | 19.382 |

#### Sol femmes
| Médaille                            | Nom                | Pays             | Points |
| ----------------------------------- | ------------------ | ---------------- | ------ |
| Médaille d'or, Jeux olympiques      | Larissa Latynina   | Union soviétique | 19.599 |
| Médaille d'argent, Jeux olympiques  | Polina Astakhova   | Union soviétique | 19.500 |
| Médaille de bronze, Jeux olympiques | Anikó Ducza-Jánosi | Hongrie          | 19.300 |

## Tableau des médailles

### Hommes
| Rang  | Nation                     | Or | Argent | Bronze | Total |
| ----- | -------------------------- | -- | ------ | ------ | ----- |
| 1     | Japon                      | 5  | 4      | 0      | 9     |
| 2     | Union soviétique           | 1  | 6      | 2      | 9     |
| 3     | Italie                     | 1  | 1      | 1      | 3     |
| 4     | Yougoslavie                | 1  | 0      | 1      | 2     |
| 5     | Équipe unifiée d’Allemagne | 0  | 0      | 1      | 1     |
| 5     | Finlande                   | 0  | 0      | 1      | 1     |
| Total | Total                      | 8  | 11     | 6      | 25    |

### Femmes
| Rang  | Nation                     | Or | Argent | Bronze | Total |
| ----- | -------------------------- | -- | ------ | ------ | ----- |
| 1     | Union soviétique           | 3  | 4      | 3      | 10    |
| 2     | Tchécoslovaquie            | 3  | 1      | 0      | 4     |
| 3     | Hongrie                    | 0  | 1      | 1      | 2     |
| 4     | Équipe unifiée d’Allemagne | 0  | 1      | 0      | 1     |
| 5     | Japon                      | 0  | 0      | 1      | 1     |
| Total | Total                      | 6  | 7      | 5      | 18    |

### Confondu
| Rang  | Nation                     | Or | Argent | Bronze | Total |
| ----- | -------------------------- | -- | ------ | ------ | ----- |
| 1     | Japon                      | 5  | 4      | 1      | 10    |
| 2     | Union soviétique           | 4  | 10     | 5      | 19    |
| 3     | Tchécoslovaquie            | 3  | 1      | 0      | 4     |
| 4     | Italie                     | 1  | 1      | 1      | 3     |
| 5     | Yougoslavie                | 1  | 0      | 1      | 2     |
| 6     | Équipe unifiée d’Allemagne | 0  | 1      | 1      | 2     |
| 6     | Hongrie                    | 0  | 1      | 1      | 2     |
| 8     | Finlande                   | 0  | 0      | 1      | 1     |
| Total | Total                      | 14 | 18     | 11     | 43    |